# Теридиде - списак врста од П до Р

## Paidiscura
Paidiscura Archer, 1950
- Paidiscura dromedaria (Simon, 1880) (North Africa to Middle East, Cape Verde Is.)
- Paidiscura orotavensis (Schmidt, 1968) (Canary Is., Madeira)
- Paidiscura pallens (Blackwall, 1834)  (Europe, Russia)
- Paidiscura subpallens (Bösenberg & Strand, 1906) (China, Korea, Japan)

## Paratheridula
Paratheridula Levi, 1957
- Paratheridula perniciosa (Keyserling, 1886)  (USA to Chile)

## Pholcomma
Pholcomma Thorell, 1869
- Pholcomma antipodianum (Forster, 1955) (Antipodes Is.)
- Pholcomma barnesi Levi, 1957 (USA)
- Pholcomma carota Levi, 1957 (USA)
- Pholcomma gibbum (Westring, 1851)  (Europe, North Africa to Azerbaijan)
- Pholcomma hickmani Forster, 1964 (Campbell Is.)
- Pholcomma hirsutum Emerton, 1882 (USA, Canada)
- Pholcomma mantinum Levi, 1964 (Brazil)
- Pholcomma micropunctatum (Mello-Leitão, 1941) (Argentina)
- Pholcomma soloa (Marples, 1955) (Samoa, Niue)
- Pholcomma turbotti (Marples, 1956) (New Zealand)
- Pholcomma yunnanense Song & Zhu, 1994 (China)

## Phoroncidia
Phoroncidia Westwood, 1835
- Phoroncidia aciculata Thorell, 1877 (Sulawesi)
- Phoroncidia aculeata Westwood, 1835  (India)
- Phoroncidia alishanensis Chen, 1990 (Taiwan)
- Phoroncidia altiventris Yoshida, 1985 (Japan)
- Phoroncidia alveolata (Simon, 1903) (Equatorial Guinea)
- Phoroncidia americana (Emerton, 1882) (USA, Canada, Cuba, Jamaica)
- Phoroncidia argoides (Doleschall, 1857) (Amboina)
- Phoroncidia aurata O. P.-Cambridge, 1877 (Madagascar)
- Phoroncidia bifrons (Simon, 1895) (Philippines)
- Phoroncidia biocellata (Simon, 1893) (Brazil)
- Phoroncidia bukolana Barrion & Litsinger, 1995 (Philippines)
- Phoroncidia capensis (Simon, 1895) (South Africa)
- Phoroncidia coracina (Simon, 1899) (Sumatra)
- Phoroncidia cribrata (Simon, 1893) (Paraguay)
- Phoroncidia crustula Zhu, 1998 (China)
- Phoroncidia cygnea (Hickman, 1951) (Tasmania)
- Phoroncidia eburnea (Simon, 1895) (South Africa)
- Phoroncidia ellenbergeri Berland, 1913 (Gabon)
- Phoroncidia escalerai (Simon, 1903) (Equatorial Guinea)
- Phoroncidia flavolimbata (Simon, 1893) (Ecuador)
- Phoroncidia fumosa (Nicolet, 1849) (Chile)
- Phoroncidia gayi (Nicolet, 1849) (Chile)
- Phoroncidia gira Levi, 1964 (Venezuela)
- Phoroncidia hankiewiczi (Kulczyn'ski, 1911) (Portugal, France)
- Phoroncidia hexacantha Thorell, 1890 (Sumatra)
- Phoroncidia jacobsoni (Reimoser, 1925) (Sumatra)
- Phoroncidia kibonotensis (Tullgren, 1910) (East Africa)
  - Phoroncidia kibonotensis concolor (Caporiacco, 1949) (Kenya)
- Phoroncidia levii Chrysanthus, 1963 (New Guinea)
- Phoroncidia longiceps (Keyserling, 1886) (Brazil)
- Phoroncidia lygeana (Walckenaer, 1842) (Malaysia, Sumatra)
- Phoroncidia maindroni (Simon, 1905) (India)
- Phoroncidia minschana (Schenkel, 1936) (Russia, China)
- Phoroncidia minuta (Spassky, 1932) (Georgia, Azerbaijan)
- Phoroncidia moyobamba Levi, 1964 (Peru, Brazil)
- Phoroncidia musiva (Simon, 1880) (New Caledonia)
- Phoroncidia nasuta (O. P.-Cambridge, 1873) (Sri Lanka)
- Phoroncidia nicoleti (Roewer, 1942) (Chile)
- Phoroncidia nicoleti Levi, 1964 (Chile)
- Phoroncidia oahuensis (Simon, 1900) (Hawaii)
- Phoroncidia paradoxa (Lucas, 1846) (Europe, North Africa)
- Phoroncidia pennata (Nicolet, 1849) (Chile)
- Phoroncidia personata (L. Koch, 1872) (Samoa, Fiji, Lord Howe Is.)
- Phoroncidia pilula (Karsch, 1879) (China, Korea, Japan)
- Phoroncidia pilula (Simon, 1895) (Zanzibar)
- Phoroncidia pukeiwa (Marples, 1955) (New Zealand)
- Phoroncidia puketoru (Marples, 1955) (New Zealand)
- Phoroncidia puyehue Levi, 1967 (Chile)
- Phoroncidia quadrata (O. P.-Cambridge, 1879) (New Zealand)
- Phoroncidia quadrispinella Strand, 1907 (Madagascar)
- Phoroncidia ravot Levi, 1964 (Venezuela)
- Phoroncidia reimoseri Levi, 1964 (Brazil)
- Phoroncidia rotunda (Keyserling, 1890) (Queensland, Lord Howe Is., Samoa)
- Phoroncidia rubens Thorell, 1899 (Cameroon)
- Phoroncidia rubroargentea Berland, 1913 (Madagascar)
- Phoroncidia rubromaculata (Keyserling, 1886) (Brazil)
- Phoroncidia ryukyuensis Yoshida, 1979 (Ryukyu Is.)
- Phoroncidia saboya Levi, 1964 (Colombia)
- Phoroncidia scutellata (Taczanowski, 1879) (Peru)
- Phoroncidia scutula (Nicolet, 1849) (Bolivia, Chile)
- Phoroncidia septemaculeata O. P.-Cambridge, 1873 (Sri Lanka)
- Phoroncidia sextuberculata (Keyserling, 1890) (Queensland)
- Phoroncidia sjostedti Tullgren, 1910 (Tanzania)
- Phoroncidia spissa (Nicolet, 1849) (Chile)
- Phoroncidia splendida Thorell, 1899 (West Africa)
- Phoroncidia studo Levi, 1964 (Peru, Brazil)
- Phoroncidia testudo (O. P.-Cambridge, 1873) (India, Sri Lanka)
- Phoroncidia thwaitesi O. P.-Cambridge, 1869 (Sri Lanka)
- Phoroncidia tina Levi, 1964 (Brazil)
- Phoroncidia tricuspidata (Blackwall, 1863) (Brazil)
- Phoroncidia trituberculata (Hickman, 1951) (Tasmania)
- Phoroncidia triunfo Levi, 1964 (Mexico to Costa Rica)
- Phoroncidia truncatula (Strand, 1909) (South Africa)
- Phoroncidia umbrosa (Nicolet, 1849) (Chile)
- Phoroncidia variabilis (Nicolet, 1849) (Chile)

## Phycosoma
Phycosoma O. P.-Cambridge, 1879
- Phycosoma altum (Keyserling, 1886) (Panama to Brazil, Hawaii)
- Phycosoma amamiensis (Yoshida, 1985) (China, Korea, Japan, Ryukyu Is.)
- Phycosoma excisum (Simon, 1889) (Madagascar)
- Phycosoma flavomarginatum (Bösenberg & Strand, 1906) (China, Korea, Japan)
- Phycosoma inornatum (O. P.-Cambridge, 1861) (Europe)
- Phycosoma jamesi (Roberts, 1979) (Jamaica, Panama)
- Phycosoma japonicum (Yoshida, 1985) (Korea, Japan)
- Phycosoma lineatipes (Bryant, 1933) (USA to Brazil)
- Phycosoma martinae (Roberts, 1983) (Aldabra, India, China, Korea, Ryukyu Is., Philippines)
- Phycosoma menustya (Roberts, 1983) (Aldabra)
- Phycosoma mustelinum (Simon, 1889) (Russia, China, Korea, Japan, Krakatau)
- Phycosoma nigromaculatum (Yoshida, 1987) (Taiwan, Japan, Ryukyu Is.)
- Phycosoma oecobioides O. P.-Cambridge, 1879  (New Zealand, Chatham Is.)

## Proboscidula
Proboscidula Miller, 1970
- Proboscidula loricata Miller, 1970  (Angola)
- Proboscidula milleri Knoflach, 1995 (Rwanda)

## Propostira
Propostira Simon, 1894
- Propostira quadrangulata Simon, 1894  (India, Sri Lanka)
- Propostira ranii Bhattacharya, 1935 (India)

## Rhomphaea
Rhomphaea L. Koch, 1872
- Rhomphaea aculeata Thorell, 1898 (Myanmar)
- Rhomphaea affinis Lessert, 1936 (Mozambique)
- Rhomphaea altissima Mello-Leitão, 1941 (Brazil)
- Rhomphaea angulipalpis Thorell, 1877 (Sulawesi)
- Rhomphaea brasiliensis Mello-Leitão, 1920 (Venezuela, Brazil)
- Rhomphaea ceraosus (Zhu & Song, 1991) (China)
- Rhomphaea cometes L. Koch, 1872  (New Guinea, Samoa)
- Rhomphaea cona (González & Carmen, 1996) (Argentina)
- Rhomphaea fictilium (Hentz, 1850) (Canada to Argentina)
- Rhomphaea hyrcana (Logunov & Marusik, 1990) (Georgia, Azerbaijan, China, Japan)
- Rhomphaea irrorata Thorell, 1898 (Myanmar, Pulu Berhala (near Sumatra))
- Rhomphaea labiata (Zhu & Song, 1991) (China, Japan)
- Rhomphaea lactifera Simon, 1909 (Vietnam)
- Rhomphaea metaltissima Soares & Camargo, 1948 (Panama to Brazil)
- Rhomphaea nasica (Simon, 1873) (Mediterranean, Africa, St. Helena)
- Rhomphaea oris (González & Carmen, 1996) (Argentina)
- Rhomphaea ornatissima Dyal, 1935 (Pakistan)
- Rhomphaea palmarensis (González & Carmen, 1996) (Argentina)
- Rhomphaea paradoxa (Taczanowski, 1873) (St. Vincent, Mexico to Brazil)
- Rhomphaea pignalitoensis (González & Carmen, 1996) (Argentina)
- Rhomphaea procera (O. P.-Cambridge, 1898) (Costa Rica to Argentina)
- Rhomphaea projiciens O. P.-Cambridge, 1896 (USA to Argentina, India)
- Rhomphaea rostrata (Simon, 1873) (Mediterranean)
- Rhomphaea sagana (Dönitz & Strand, 1906) (Russia, Azerbaijan to Japan, Philippines)
- Rhomphaea sinica (Zhu & Song, 1991) (China)
- Rhomphaea sjostedti Tullgren, 1910 (Tanzania)
- Rhomphaea tanikawai Yoshida, 2001 (Japan)
- Rhomphaea urquharti (Bryant, 1933) (New Zealand)
- Rhomphaea velhaensis (González & Carmen, 1996) (Brazil)

## Robertus
Robertus O. P.-Cambridge, 1879
- Robertus alpinus Dresco, 1959 (Italy)
- Robertus arcticus (Chamberlin & Ivie, 1947) (Alaska)
- Robertus arundineti (O. P.-Cambridge, 1871) (Palearctic)
- Robertus banksi (Kaston, 1946) (USA, Canada)
- Robertus borealis (Kaston, 1946) (USA, Canada)
- Robertus calidus Knoflach, 1995 (Congo)
- Robertus cantabricus Fage, 1931 (Spain)
- Robertus cardesensis Dresco, 1959 (Spain)
- Robertus crosbyi (Kaston, 1946) (USA)
- Robertus emeishanensis Zhu, 1998 (China)
- Robertus eremophilus Chamberlin, 1928 (USA)
- Robertus floridensis (Kaston, 1946) (USA)
- Robertus frivaldszkyi (Chyzer, 1894) (Eastern Europe)
- Robertus frontatus (Banks, 1892) (USA, Canada)
- Robertus fuscus (Emerton, 1894) (USA, Canada)
- Robertus golovatchi Eskov, 1987 (Georgia)
- Robertus heydemanni Wiehle, 1965 (Germany, Austria, Romania, Russia)
- Robertus insignis O. P.-Cambridge, 1907 (Europe, Russia)
- Robertus kastoni Eskov, 1987 (Russia, Japan)
- Robertus kuehnae Bauchhenss & Uhlenhaut, 1993 (Belgium, Switzerland, Germany, Austria)
- Robertus laticeps (Keyserling, 1884) (USA)
- Robertus lividus (Blackwall, 1836) (Holarctic)
- Robertus longipalpus (Kaston, 1946) (USA, Canada)
- Robertus lyrifer Holm, 1939 (Iceland, Scandinavia, Austria, Russia)
- Robertus mazaurici (Simon, 1901) (France)
- Robertus mediterraneus Eskov, 1987 (Mediterranean, Russia)
- Robertus monticola Simon, 1914 (France)
- Robertus naejangensis Seo, 2005 (Korea)
- Robertus neglectus (O. P.-Cambridge, 1871)  (Palearctic)
- Robertus nipponicus Yoshida, 1995 (Japan)
- Robertus nojimai Yoshida, 2002 (Japan)
- Robertus ogatai Yoshida, 1995 (Japan)
- Robertus potanini Schenkel, 1963 (China)
- Robertus pumilus (Emerton, 1909) (USA)
- Robertus riparius (Keyserling, 1886) (USA, Canada, Alaska)
- Robertus saitoi Yoshida, 1995 (Japan)
- Robertus scoticus Jackson, 1914 (Palearctic)
- Robertus sibiricus Eskov, 1987 (Russia, Japan)
- Robertus similis (Kaston, 1946) (USA)
- Robertus spinifer (Emerton, 1909) (USA)
- Robertus truncorum (L. Koch, 1872) (Europe)
- Robertus ungulatus Vogelsanger, 1944 (Palearctic)
- Robertus ussuricus Eskov, 1987 (Russia)
- Robertus vigerens (Chamberlin & Ivie, 1933) (USA, Canada, Alaska)

## Rugathodes
Rugathodes Archer, 1950
- Rugathodes acoreensis Wunderlich, 1992 (Azores)
- Rugathodes aurantius (Emerton, 1915) (Holarctic)
- Rugathodes bellicosus (Simon, 1873) (Europe, Russia)
- Rugathodes instabilis (O. P.-Cambridge, 1871) (Europe, Russia, Ukraine)
- Rugathodes madeirensis Wunderlich, 1987 (Madeira)
- Rugathodes nigrolimbatus (Yaginuma, 1972) (Japan)
- Rugathodes pico (Merrett & Ashmole, 1989) (Azores)
- Rugathodes sexpunctatus (Emerton, 1882)  (USA, Canada, Alaska, Russia)